# Chris Old
Christopher Middleton Old (* 22. Dezember 1948 in Middlesbrough, Vereinigtes Königreich) ist ein ehemaliger englischer Cricketspieler, der zwischen 1972 und 1981 für die englische Nationalmannschaft spielte.

## Kindheit und Ausbildung
Sein Bruder, Alan Old, spielte Rugby Union für die englische Nationalmannschaft. Mit 13 Jahren wurde er durch seinen Club in Middlesbrough an Yorkshire empfohlen.

## Aktive Karriere
Old gab sein First-Class-Debüt in der Saison 1966 und spielte in der Folge für Yorkshire. In den Saisons 1970 und 1971 musste er jeweils am Knie operiert werden. In der Saison 1972/73 wurde er für die Tour in Indien nominiert. Dort erzielte er bei seinem Test-Debüt 4 Wickets für 43 Runs und konnte in den weiteren Spielen der Tour je ein Mal vier (4/69) und drei (3/78) Wickets erreichen. Im folgenden Sommer kam er für Tony Lewis ins Team und konnte in der Test-Serie gegen Neuseeland zunächst ein Five-for (5/113) und dann vier Wickets (4/71) erreichen. Daran schloss sich eine Tour gegen die West Indies an, bei dem er einen Test spielte, wobei ihm drei Wickets (3/86) gelangen. Auch gab er bei der Tour sein ODI-Debüt und konnte dabei ebenfalls drei Wickets (3/43) erzielen. Beim Gegenbesuch in den West Indies im Februar 1974 erreichte er erneut drei Wickets (3/89). Der Sommer 1974 begann mit einer Tour gegen Indien. Im ersten Test erzielte er vier Wickets (4/20) im zweiten Innings und sicherte so zusammen mit Tony Greig den Sieg. Im zweiten Spiel der Serie konnte er mit insgesamt neun Wickets (4/67 & 5/21) Indien eine deutliche Innings-Niederlage zufügen. Im letzten Test konnte er dann noch ein Mal drei Wickets (3/52) hinzufügen. In den zugehörigen ODIs folgten dann noch zwei weitere Male drei Wickets (3/43 und 3/36). In der folgenden Test-Serie gegen Pakistan erreichte er im ersten Test zwei Mal drei Wickets (3/65 & 3/54). Im dritten Spiel der Serie gelang ihm sein erstes internationales Fifty (65 Runs) seiner Karriere.
Bei der Ashes-Series in Australien in der Saison 1974/75 konnte er in seinen beiden Einsätzen in den Tests je drei Wickets (3/85 und 3/50) erzielen. Beim ODI der Tour gelangen ihm 4 Wickets für 57 Runs. Im Sommer 1975 fand der erste Cricket World Cup statt. Im Eröffnungs-Spiel gegen Indien gelang ihm ein Fifty über 51* Runs. Bei der Halbfinal-Niederlage gegen Australien steuerte er dann 3 Wickets für 29 Runs bei. In der folgenden Test-Serie gegen Australien steuerte er im vierten Test ebenfalls drei Wickets (3/74) bei. Im Jahr darauf erreichte er drei Wickets (3/80) in der Test-Serie gegen die West Indies. Das Jahr 1976 war auch von weiteren Knieproblemen geprägt, so dass er sich eigentlich einer Operation unterziehen wollte, es jedoch mit speziellem Training vermeiden konnte. Im Winter reiste er mit dem Team nach Indien. Hier erreichte er drei Wickets (3/38) im zweiten Test. Am Ende der Saison wurde ein Jubiläums-Test in Australien ausgetragen, bei dem ihm insgesamt sieben (3/39 & 4/104) Wickets gelangen, was jedoch nicht zum Sieg reichte.
Im Winter 1977/78 erzielte er im ersten Test in Neuseeland 6 Wickets für 54 Runs, doch verlor England dennoch das Spiel. Im Sommer folgte eine Test-Serie gegen Pakistan. Hier wurde er im ersten Test als Spieler des Spiels ausgezeichnet, als ihm 7 Wickets für 50 Runs gelangen. Darunter erreichte er vier Wickets in fünf Bällen. Im dritten Test der Serie konnte er dann noch einmal vier Wickets (4/41) erreichen. Beim Cricket World Cup 1979 gelang ihm gegen Kanada 4 Wickets für 8 Runs, wofür er als Spieler des Spiels ausgezeichnet wurde. Mit dem Team erreichte er das Finale, wo man jedoch gegen die West Indies unterlag. Im Jahr darauf erreichte er im einzigen Test gegen Australien zwei Mal drei Wickets (3/91 & 3/47) erzielen. Seine letzte Tour absolvierte er in der Ashes-Series 1981. Im dritten Test der Serie musste England das Follow-on hinnehmen und Ian Botham war der Batter, der durch Old mit 27 Runs unterstützt, das entscheidende Century gelang, um das Spiel noch zu drehen. Im folgenden Spiel absolvierte er dann den letzten Test seiner Karriere, wobei ihm abermals drei Wickets (3/44) gelangen. Er nahm in der Saison 1981/82 an der Rebel-Tour in Südafrika teil, woraufhin er eine dreijährige Sperre für internationales Cricket erhielt. Nach einer weiteren Saison mit Yorkshire wechselte er zu Northern Transvaal in Südafrika. Im englischen nationalen Cricket spielte er in der Folge noch weitere drei Jahre in Warwickshire, bevor er seine First-Class-Karriere beendete.

## Nach der aktiven Karriere
Nachdem er zunächst noch weiter Altersklassen-Cricket gespielt hatte, zog er nach seinem Rücktritt nach Cornwall und eröffnete einen Fish and Chips Shop. In Folge der Finanzkrise musste er diesen dann verkaufen und arbeitete seit dem in einem Supermarkt.